# Curup Jare
Curup Jare is een bestuurslaag in het regentschap Pagar Alam van de provincie Zuid-Sumatra, Indonesië. Curup Jare telt 1700 inwoners (volkstelling 2010).